# Ronago
Ronago är en ort och kommun i provinsen Como i regionen Lombardiet i Italien. Kommunen hade 1 716 invånare (2018).